# Bărăști, Argeș
Bărăști este un sat în comuna Cicănești din județul Argeș, Muntenia, România.